# 電弧

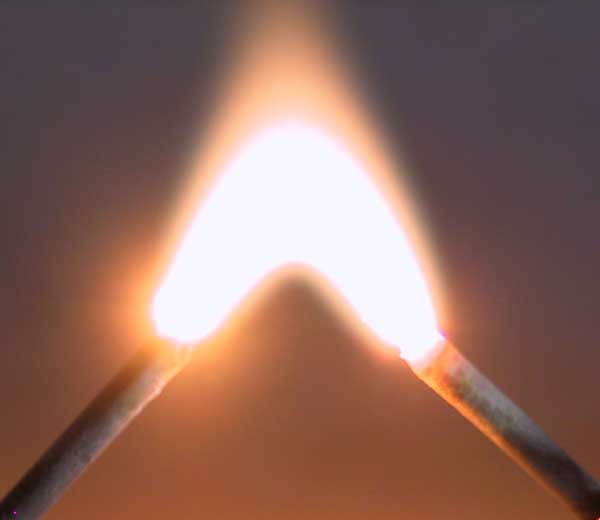
電弧の例

電弧（でんこ）、電弧放電（でんこほうでん）、または、アーク放電（アークほうでん、英: electric arc 英語発音: [iˈlektrik ɑːrk]）は、電極に電位差が生じることにより、電極間にある気体に持続的に発生する絶縁破壊（放電）の一種。負極・正極間の気体分子が電離しイオン化が起こり、プラズマを生み出しその中を電流が流れる。結果的に、普段は伝導性のない気体中を電流が流れることになる。この途中の空間では気体が励起状態になり高温と閃光を伴う。

## 解説
電弧放電は、基本的に低電圧、高電流の状態で発生する。この現象は、1802年にロシアの物理学者 ヴァシーリー・ウラジーミル・ペトロフによって発見された。
電流又は電場で非直線状の様々な形の電弧が生成される。二つの電極の間の気体の場に起こり、高い温度を発生する。この温度は、時に金属を溶かし、蒸発させる程度に高くなる。スパーク放電は瞬間だけの放電であるが、電弧放電は連続的に放電される。電弧放電は、直流回路、交流回路のどちらでも起こる。後者の場合、回路の半分の周期で再度衝突することがある。電弧放電は、白熱放電とは違い、電流の密度がかなり高く、空中を通ることでの電圧低下は少ない。陰極では1cm2の範囲にある電流の密度は100万アンペア近い。
電弧放電は、電流と電圧との比例関係にはない。電圧などによって、一度電極同士の間の空中に回路ができる（又はグロー放電からの連続若しくは接続された電極を離す）と電流が増加し、その結果低い電圧でも放電できるようになる。電弧放電は、負のインピーダンス（インダクタンス）の効果のため、安定したアークを維持・抑制するには正の電気のインピーダンス（キャパシタンス）を必要とすることがある。この特性で制御されていない装置の電弧放電は破壊的になり、これが始まると破壊されるまで固定電圧が供給され、ますます電流量が増える。
電弧放電は負極からの電子放出の形態により、負極の加熱により起こる熱電子放出による熱陰極アークと、負極表面に存在する非常に強い電界によって直接電子が放出される（電界放出又は冷電子放出と呼ぶ）冷陰極アーク（電界アークとも呼ばれる）に分かれ、負極が炭素・タングステンなどの高沸点材の場合は熱陰極アーク、鉄・銅・水銀などの低沸点材の場合は冷陰極アークになるとされるが、不明な点も多い。
また、放電路における気体分子の電離も電極間の気体圧力によって異なり、低圧の場合はグロー放電同様α作用（負極・正極間を移動する電子による気体分子の電離）によるが、高圧では熱電離が主となる。
アーク放電が起きるとプラズマを流れる電流が周囲に磁場を形成してプラズマ自体が周囲の磁気エネルギーを取り込んで自己収縮するため電流が細く集中する。(ピンチ効果)

## 利用方法
電弧放電は溶接、プラズマ切断、放電加工、アークランプ、映写機、ステージのスポットライトなどに使用されている。アーク炉は鉄鉱石とその他の金属を生産する際に使われている。炭化カルシウムはアーク炉で2500度ほどの膨大なエネルギーをかけて生産する。
低圧電弧を光源に使うことも多く、蛍光灯、水銀灯、ナトリウム灯、カメラのストロボなどに使用される。
また、電気推進型宇宙船への転用も研究されている。
窒素固定の手段としても用いる事が可能だが、莫大な電力を消費するため実用例は少ない。ただし雷によって自然発生した硝酸塩が農作物の肥料として働く場合があり、雷の多い年は稲が豊作になるという事が経験的に知られていた。この事が稲妻という言葉の語源の一つだと推定されている。

## 不意電弧
意図せずに発生する電弧放電が送電路、電子装置などに有害な影響をもつことが知られている。スイッチ、回路遮断器、リレー接続、ヒューズ、不完全なケーブルの断絶などが意図しない電弧放電の発生を引き起こすことがある。回路のスイッチが切られる際に、電流は即座にゼロ値にはならず、接触を切られた部分に一時的な電弧が形成される。
スイッチ装置の電弧への電気感受性は、一般的に電弧に耐え、消せる（消弧する）ように計画・設計される。また、スナバ回路で電弧を防ぐようにもすることがある。
回路がスイッチ装置の他に電弧を作るに充分な電流と電圧とをもった場合、電弧は導線の絶縁体を溶かし火災になる可能性もある。アークフラッシュは、電気によって爆発的な状態になり、人・設備などを危険にさらす。
電気機器における不意の電弧を抑制するには、油・不活性ガス・真空への没入、遮断器、接触器など様々な装置又は方法がある。